# 三菱史料館
公益財団法人三菱経済研究所付属三菱史料館（こうえきざいだんほうじんみつびしけいざいけんきゅうじょしょぞくみつびししりょうかん The Mitsubishi Archives）は、東京都文京区湯島にある史料館である。三菱経済研究所のビル内にあり、三菱グループの歴史の史料が公開されている。

## 沿革
三菱史料館は1996年4月に三菱経済研究所の付属施設として開設された。三菱金曜会による三菱創業125周年の記念事業として開館した。

## 利用案内
- 開館時間：午前10時 - 午後4時30分（入館は午後4時まで）[1]
- 休館日：土曜日、日曜日、国民の祝日、年末年始（12月28日～1月5日）等[1]
- 展示室の見学：無料、予約不要[1]。但し20名以上の集団見学の場合は事前連絡が必要[1]。
- 史料の閲覧：原則としてマイクロフィッシュにより可能[1]。但し要予約[1]。初めての史料閲覧利用者は紹介者が必要[1]。

## 所在地
- 〒113-0034　東京都文京区湯島四丁目10番14号[1][2]